# District de Stropkov
Le district de Stropkov est l'un des 79 districts de Slovaquie dans la région de Prešov.

## Démographie

### Évolution de la population
| Année:               | 1994.  | 2004.   | 2014.   | 2024.   |
| -------------------- | ------ | ------- | ------- | ------- |
| Nombre de personnes: | 20 304 | 20 902  | 20 744  | 19 414  |
| Différence:          |        | +2,94 % | -0,75 % | -6,41 % |

| Année:               | 2023.  | 2024.   |
| -------------------- | ------ | ------- |
| Nombre de personnes: | 19 553 | 19 414  |
| Différence:          |        | -0,71 % |

## Liste des communes
Source :

### Villes
- Stropkov

### Villages
Baňa | Breznica | Breznička | Brusnica | Bukovce | Bystrá | Bžany | Duplín | Gribov | Havaj | Chotča | Jakušovce | Kolbovce | Korunková | Kožuchovce | Krišľovce | Kručov | Krušinec | Lomné | Makovce | Malá Poľana | Miková | Miňovce | Mrázovce | Nižná Olšava | Oľšavka | Potoky | Potôčky | Soľník | Staškovce | Šandal | Tisinec | Tokajík | Turany nad Ondavou | Varechovce | Veľkrop | Vislava | Vladiča | Vojtovce | Vyškovce | Vyšná Olšava | Vyšný Hrabovec